# Anja S. Gläser
Anja S. Gläser (* 1989 in Wiesbaden) ist eine deutsche Theater- und Filmschauspielerin.

## Leben
Anja S. Gläser wurde bis 2014 an der Akademie für Darstellende Kunst Baden-Württemberg ausgebildet. Danach war sie am Theater Osnabrück und am Staatstheater Wiesbaden engagiert. 2018 präsentierte sie erstmals ihren Schauspiel-Soloabend Ego ist in. Ebenso erfolgten Nebenrollen in deutschen Film- und Fernsehproduktionen.

## Filmografie (Auswahl)
- 2018: Der Staatsanwalt (Fernsehserie, eine Folge)
- 2018: Petting statt Pershing
- 2020: Toubab
- 2021: Familie ist ein Fest – Taufalarm
- 2021: SOKO Köln (Fernsehserie, eine Folge)